# Коронацията на Попея
„Коронацията на Попея“ (на италиански: „L'incoronazione di Poppea“) е опера в 3 действия от Клаудио Монтеверди. Либретото, което е на италиански, е написано от Джовани Франческо Бузенело по действителни събития, описани в Тацитовите „Анали“. Изпълнена е за първи път във Венеция през 1642 година.
Основното действащо лице в операта е Попея Сабина, втората съпруга на римския император Нерон. „Коронацията на Попея“ е последната опера на Монтеверди и показва зрелостта на композиторските му умения.
Сюжетът на Бузенело умело използва част от трагедията на Попея: в пролога се предвещава триумфът на Любовта над Добродетелта и Късмета и действително в операта Попея успява да стане жена на любимия си Нерон. В реалността – факт, оставен извън повествованието – недълго след като вече са заедно, Нерон убива в пристъп на ярост бременната Попея.

## Действащи лица

### Главни
- Попея – сопран
- Император Нерон - контратенор или мецосопран
- Императрица Октавия – сопран
- Император Отон (бивш съпруг на Попея) - баритон или контраалт
- Друзила (любима на Отон) – сопран
- философът Сенека - бас

### Второстепенни
- Фортуна (Късметът) – сопран
- Добродетелта – сопран
- Купидон (Любовта) – сопран
- Арналта, бавачката на Попея – контраалт или тенор
- Освободен роб – тенор
- Лукан – тенор
- Придворен – сопран
- Придворна – сопран
- Ликтор – бас
- Трибун – бас
- Консул – тенор
- Палада – сопран
- Венера – сопран
- Меркурий – бас
- двамата войници – тенор
- тримата приятели на Сенека